# Bahía Blanca (estuarium)
Bahía Blanca (Spaans voor "Witte Baai"; naar de kleur van de zoutvlaktes) is een estuarium in de Atlantische Oceaan aan de kust van Argentinië. Aan de baai ligt de gelijknamige stad Bahía Blanca, de belangrijkste Argentijnse marinebasis Puerto Belgrano en de plaatsen Ingeniero White, Villa del Mar en Punta Alta. Het estuarium heeft een oppervlakte van ongeveer 2300 km² en bestaat uit verschillende getijdenkanalen (740 km²) en uitgestrekte getijdenvlakten (1150 km²) met daartussen op sommige plekken zoutmoerassen en eilanden. Aan de monding liggen de eilanden Trinidad, Bermejo, Verde (eigenlijk een schiereiland), Monte en Ariadna. Het estuarium werd voor het eerst beschreven door Ferdinand Magellaan toen hij er voorbij voer in 1520.
De Bahía Blanca is een mesotidaal (getijdenverschil tussen 2 en 4 meter) kustvlakte-estuarium. De belangrijkste rivier (arroyo) die afwatert op het estuarium is de Naposta. Het estuarium is echter een overblijfsel van de vroegere enorme delta van de rivier Desaguadero (die nu uitmondt in de Colorado) die zich ooit uitspande over bijna 200 kilometer tussen Bahía Blanca in het noorden en Bahía San Blas in het zuiden. Het huidige estuarium vormt de loop van deze (later naar het zuiden verschoven) rivier tegen het einde van het Pleistoceen, begin van het Holoceen.
Het belangrijkste getijdenkanaal is de 60 kilometer lange Canal Principal aan noordoostzijde. Dit stroomkanaal varieert in breedte tussen 3 à 4 kilometer aan de monding tot 200 meter aan het begin en in diepte tussen de 22 en 3 meter respectievelijk. Binnen het estuarium liggen verder de baaien Falsa en Verde.
Het estuarium vormt onderdeel van het in 1998 ingestelde nationaal reservaat Bahía Blanca, Falsa y Verde.